# 鈴玉レンリ
鈴玉 レンリ（すずだま レンリ、11月12日 - ）は、日本の漫画家。女性。神奈川県出身、三重県在住。血液型はAB型。主に成人向け漫画を執筆する。

## 概略
2001年、コアマガジンの『漫画ばんがいち』2001年11月号に掲載された『想い出消しの涙』で商業誌デビュー。以降、主に同雑誌で作品が掲載されている。同社の『メガプラス』（休刊）でも掲載されていた。
同人サークル「ぱらだいすCity」で活動していたが、2005年以降は活動を休止している。
自画像はウサギで、単行本のあとがきや表紙カバー下の4コマ漫画に本人のアバターとして登場する。
男女の恋愛系のストーリーを得意としており陵辱系は皆無に近い。中分けになった髪型が好きで、作品に登場するキャラクターに反映されている。アーモンドのようなクリンとした瞳も特徴。
恋愛系メインで男性キャラもイケメンを登場させている関係で電子書籍サイトなどでは女性向けやTLにカテゴリーされている事が多い。

## 作品リスト
全てコアマガジンから発行されている。
タイトルに色の英単語が入り、2冊目以降は表紙ヒロイン（あとがき以外には登場しない）の髪色も合わせている。
1. 『bluesky melody（ブルースカイ メロディ）』 2003年11月5日発売[4]、ホットミルクコミックス166、ISBN 978-4-87734-666-9
2. 『green herb candy（グリーン ハーブ キャンディ）』 2004年11月5日発売[4]、ホットミルクコミックス186、ISBN 978-4-87734-766-6
3. 『yellow cherry pie（イエロー チェリーパイ）』 2005年11月5日発売[4]、ホットミルクコミックス206、ISBN 978-4-87734-918-9
4. 『purple agate（パープル アゲート）』 2006年11月10日発売[4]、ホットミルクコミックス227、ISBN 978-4-86252-066-1
直訳は「紫色の瑪瑙（めのう）」。
5. 『red corolla（レッド カローラ）』
  - 初回限定版：2007年11月10日発売[4]、ホットミルクコミックス249、ISBN 978-4-86252-269-6
デビュー作『想い出消しの涙』と、続編に当たる描き下ろしの『完結編』が収録されている。
特典：イラストブック（雑誌などに掲載のイラスト、本作までの表紙ヒロインの描き下ろし掌編を収録）
  - 普及版：2009年5月30日発売[4]、ホットミルクコミックス291、ISBN 978-4-86252-624-3
表紙イラストとあとがきが差し替えられた。特典は付かない。
6. 『Brownie chocolate（ブラウニー チョコレート）』 2009年5月30日発売[4]、ホットミルクコミックス290、ISBN 978-4-86252-623-6
7. 『Marine lazhward（マリン ラズワード）』 2010年9月10日発売[4]、ホットミルクコミックス328、ISBN 978-4-86252-921-3
直訳は「海の青色」。「lazhward」は海や空の青色を意味する（表紙カバー下の4コマより）。
8. 『Tangerine treacle（タンジェリン トリクル）』
直訳は「赤橙色の糖蜜」。なお「Tangerine」にはマンダリンオレンジの意味もある。
初回限定版：2012年6月8日発売[4]、ホットミルクコミックス375、ISBN 978-4-86436-291-7、特典：収録作「ステップアッパー」のドラマCD
9. 『milky mint（ミルキィミント）』 2013年4月10日発売[4]、ホットミルクコミックス391、ISBN 978-4-86436-466-9
10. 『Pinkish pretty（ピンキッシュ プリティ）』 2015年5月30日発売[4]、ホットミルクコミックス416、ISBN 978-4-86436-785-1
11. 『rainy bride（レイニーブライド）』 2017年6月10日発売[4]、ホットミルクコミックス434、ISBN 978-4-86653-055-0
12. 『Milky Memory（ミルキィメモリー）』 2019年4月30日発売[4]、メガストアコミックス578、ISBN 978-4-86653-292-9